# تزلج على الجليد
بالرياض قهوجي وصبابين قهوجي وصبابين قهوة بالرياض قهوجي صبابين الرياض مباشرين قهوة الرياض قهوجيين الرياض صبابين صبابين قهوة قهوجي بالرياض صباب قهوة صبابين في الرياض صبابين قهوة بالرياض

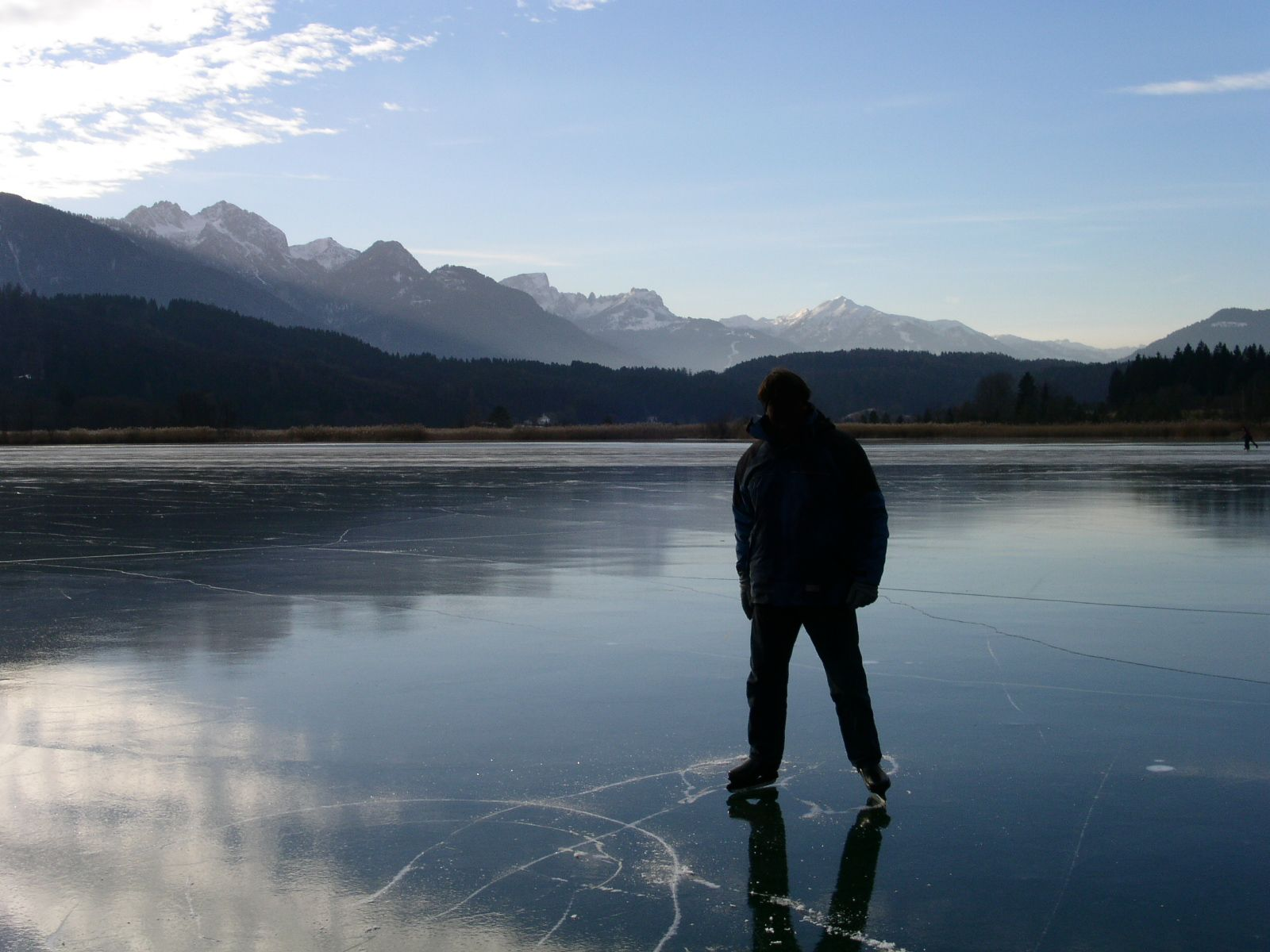
التزلج على جليد بحيرة متجمدة.

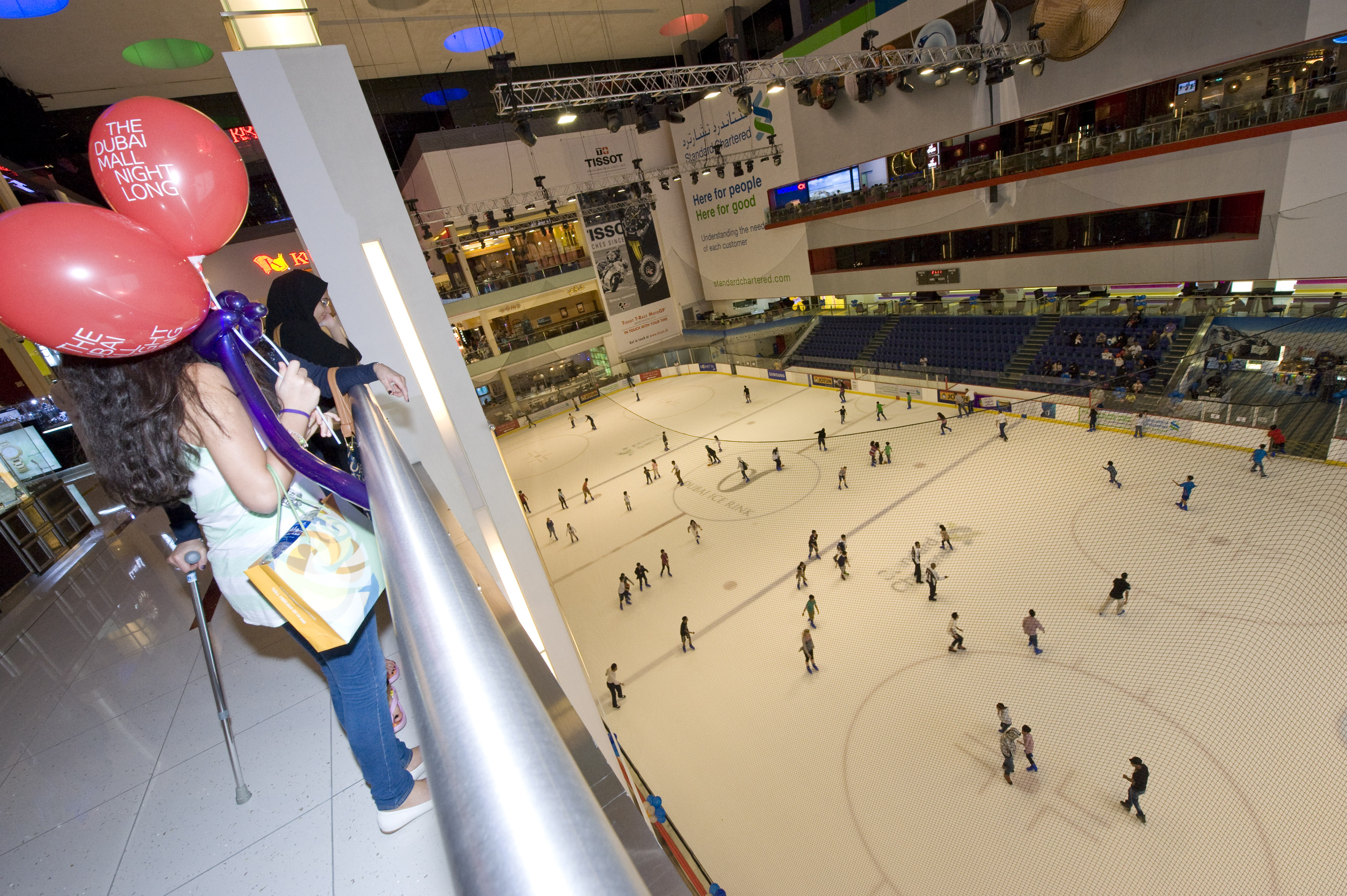
صالة تزلج على الجليد في مول دبي.

التزلج على الجليد أو التزحلق على الجليد هو التحرك على الجليد باستخدام أحذية التزحلق. قد يُمارس التزلج على الجليد لأسباب مختلفة، منها الفوائد الصحية والترفيه والسفر وفي أنواع مختلفة من الرياضات. يُمارس التزلج على الجليد في مكان مغلق أو في ساحة مفتوحة فضلاً عن كتل المياه الجليدية بطبيعتها، مثل البحيرات والأنهار.

## معلومات تاريخية

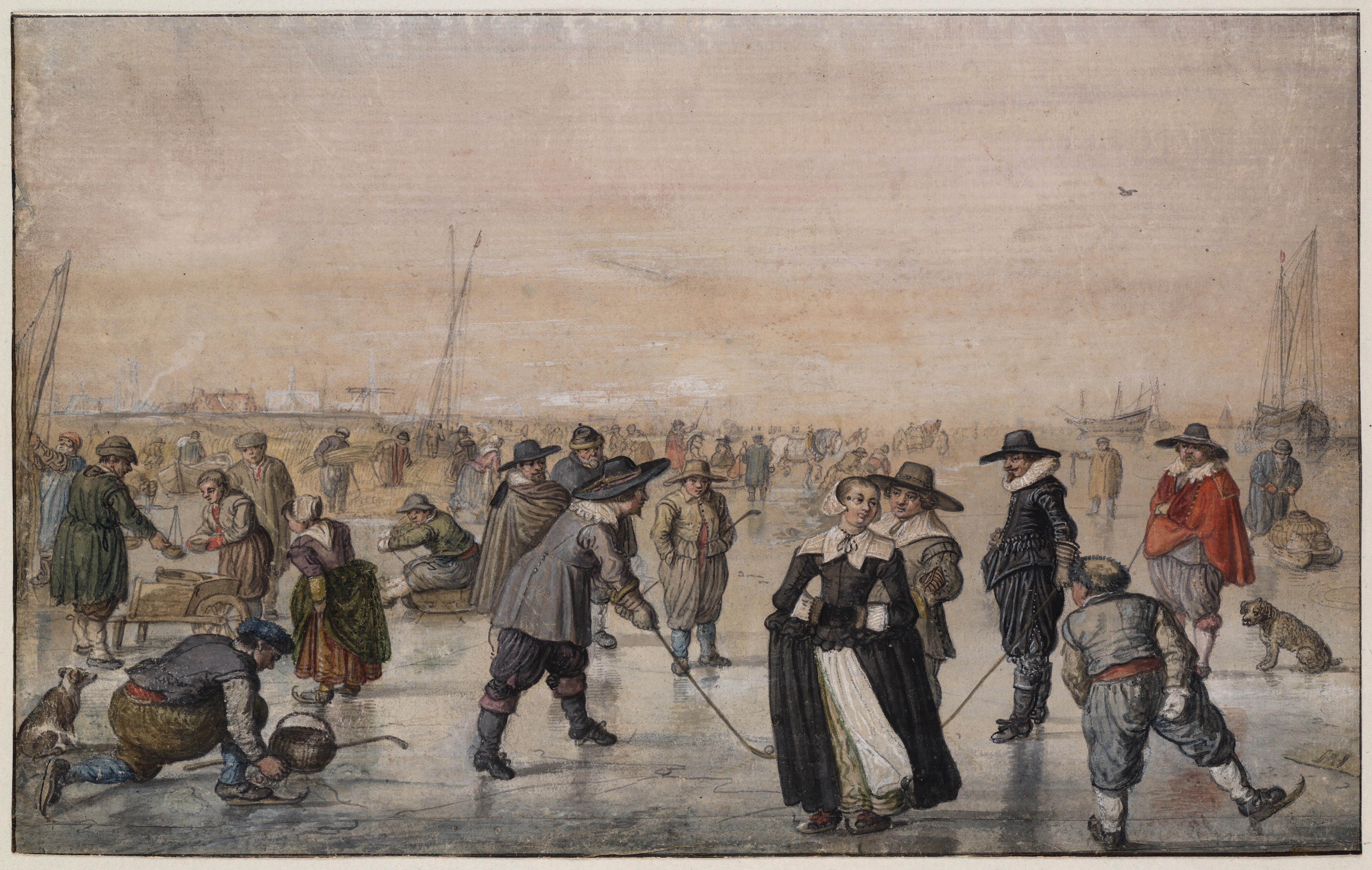
لوحة "متعة التزلج" (Skating fun) في القرن السابع عشر للرسام الهولندي هندريك أفيركامب (Hendrick Avercamp).

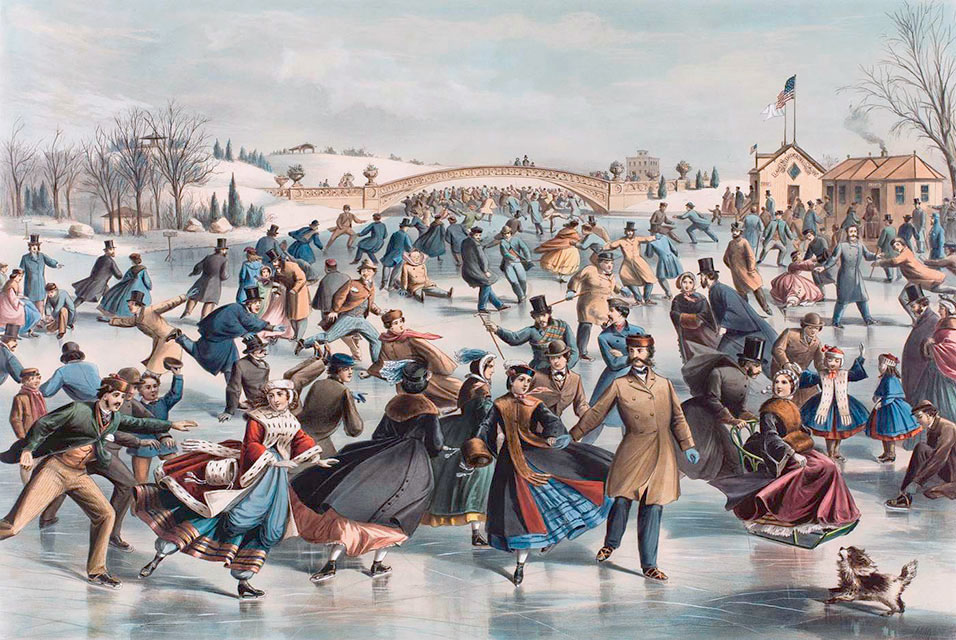
سنترال بارك (Central Park)، مدينة نيويورك، في فصل شتاء: التزلج على بركة من الجليد، 1862 لـ كورير وإيفز (Currier and Ives).

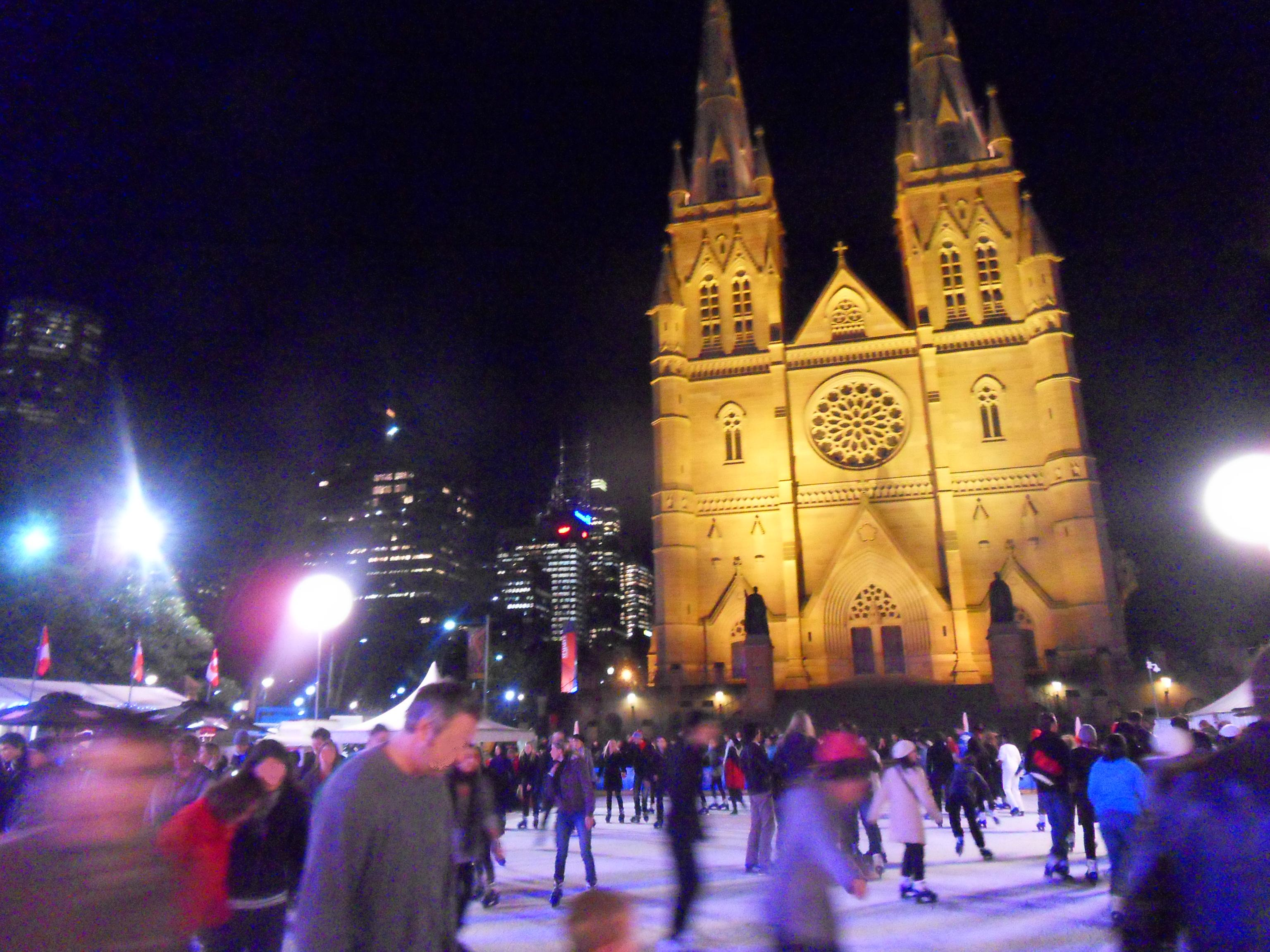
حلبة تزلج على الجليد في أحد الملاعب الخارجية في سيدني، أستراليا.

أوضحت إحدى الدراسات التي أجراها فيدريكو فورمنتي من جامعة أوكسفورد أن أول مناسبة للتزلج على الجليد كانت في جنوب فنلندا منذ ما يقرب من 4000 عام. في الأساس كانت أدوات التزلج عبارة عن عظام مُحَدَّدة ومسطحة مربوطة في الجزء السفلي من القدم. في الواقع، لم يكن المتزلجون يتزلجون على الجليد، ولكنهم كانوا ينزلقون من أعلاه. ظهر التزلج الحقيقي عند استخدام الشفرة الفولاذية ذات الحواف المُحَدَّدة. يتم التزلج في هذه الآونة على الجليد بدلًا من الانزلاق من أعلاه. ابتكر الهولنديون إضافة الحواف في القرن الثالث عشر أو الرابع عشر. كانت تُصنع هذه الزلاجات من الفولاذ، بحواف مُحَدَّدة في الأسفل للمساعدة في الحركة. وظلت هيئة الزلاجات الأصلية على ما هي منذ ذلك الحين.
في هولندا، كان التزلج على الجليد مناسبًا لجميع طبقات المجتمع، كما هو واضح في جميع لوحات أولد ماسترس (Old Masters). عندما كان جيمس الثاني ملك إنجلترا في منفاه في هولندا، انخرط في هذه الرياضة. وعندما رجع إلى إنجلترا، عرفت تلك الرياضة «الجديدة» طريقها للطبقة الأرستقراطية البريطانية واستمتع بها الناس من جميع مناحي الحياة. يُقال إن[من؟] فيكتوريا ملكة المملكة المتحدة تعرفت على زوج المستقبل الأمير ألبرت،
بطريقة أفضل أثناء مشاركتها في مجموعة رحلات للتزلج على الجليد.[بحاجة لمصدر] وفي الوقت نفسه، أصبح مزارعو فنلندا أسياد التزلج السريع[بحاجة لمصدر]. إضافة إلى ذلك، في مناطق أخرى، كانت المشاركة في التزلج على الجليد مقصورة على أفراد الطبقة العليا. وكان الإمبراطور رودولف الثاني وهو الإمبراطور الرومأمبراطور الإمبراطورية الرومانية المقدسةال[جليد كثي {رًا، إ الجليد ه كبيرًا على الجليد في قصره للترويج لتلك الرياضة. أدخل الملك لويس السادس عشر ملك فرنسا (Louis XVI) في فرنسا التزلج على الجليد إلى باريس أثناء فترة حكمه. كانت مدام دي بومبادور (Madame de Pompadour)، نابليون الأول (Napoleon I) ونابليون الثالث (Napoleon III) وستيوارت (House of Stuart)، من بين الآخرين، أعضاء طبقة الملوك والطبقة العليا المشجعون للتزلج على الجليد.

## الآليات البدنية للتزلج
تتم عملية التزلج على الجليد نتيجة للشفرة المعدنية المثبتة أسفل حذاء التزلج، الذي يمكنه التزلج نتيجة الأحتكاك القليل مع سطح الجليد. إضافة إلى ذلك، عند إمالة الشفرة إمالة طفيفة ودفع إحدى الحواف في الجليد («الإمالة على الصخور بدرجة طفيفة»)، يمتلك المتزلجون القدرة على زيادة الإحتكاك والتحكم في حركتهم كما يشاءون. لا تتحرك الشفرة إلا للأمام وللخلف، وتتسبب أي مخالفة لتلك القاعدة في الانزلاق. إضافة إلى ذلك، عند الرغبة في التزلج على طول المسارات المنحنية وإمالة الجسم تجاه القطر مع ثني الركبتين، يستطيع المتزلجون استخدام الجاذبية الأرضية للتحكم في زيادة قوة الدفع. يمكنهم أيضًا إحداث قوة الدفع عن طريق دفع الشفرة عكس المسار المنحني الذي يخترق الجليد. الجمع بمهارة بين هاتين الحركتين الإمالة والدفع، هو أسلوب فني يعرف بـ«السحب»، ينتج عن التدفق الانحنائي دون مجهود وبرشاقة في الجليد.
لم يعرف بالضبط طريقة تطوير السطح المنخفض الاحتكاك، ولكن تتوافر عنه كمية معلومات كبيرة. وتوضح المعلومات التالي ذكرها ذلك. توضح التجارب أن الحد الأدنى للاحتكاك الحركي في الجليد عند 7 درجات مئوية (19 درجة فهرنهايت)، تضبط معظم حلبات التزلج نظامها للتكيف مع درجة الحرارة المماثلة.[بحاجة لمصدر] في واقع الأمر، وجد علماء الفيزياء صعوبة في تفسير حجم الانحناء، وخاصة في درجات الحرارة المنخفضة.[بحاجة لمصدر] يظهر على سطح أي كتلة جليدية عند درجة حرارة تزيد على 20- درجة مئوية (-4 درجات فهرنهايت) غشاء رقيق من الماء السائل، لا يتراوح سمكه إلا بين الجزيئات القليلة إلى الآلاف من الجزيئات. وذلك نتيجة للنهاية الحادة لـالبنية البلورية وعدم وجود أي احتمالية مفضلة فيما يتعلق بالأنتروبيا. يعتمد سمك تلك الطبقة السائلة اعتمادًا كليًا في الغالب على درجة حرارة سطح الجليد، أما في درجات الحرارة المرتفعة فتظهر طبقة أكثر سمكًا. إضافة إلى ذلك، من الممكن التزلج في درجات حرارة أقل بكثير عن 20 درجة مئوية، إذ إنه في ظل درجة الحرارة المذكورة، تنعدم الطبقة السائلة بطريقة طبيعية. عندما تمر شفرة الزلاجات من على الجليد، يطرأ على الجليد نوعان من التغيرات على حالته المادية وتغير درجة الحرارة نتيجة للاحتكاك الحركي وحرارة الذوبان.

## المخاطر
يكمن الخطر الأساسي في التزلج على الجليد هو السقوط من على الجليد. ترجع أي احتمالية للسقوط إلى خشونة الجليد، وتصميم الزلاجات، ومهارة وخبرة المتزلج. على الرغم من ندرة الإصابات الخطيرة، يُصاب عدد من المتزلجين في المضمار القصير بـالشلل عقب السقوط عند اعتلائهم للقمة. قد يكون السقوط قاتلًا عند عدم ارتداء خوذة للحماية من صدمات الرأس الخطيرة. تعد الإصابة التي تحدث جراء ارتداء المتزلج للشفرات المعدنية الخاصة أو التي يرتديها المتزلجون الآخرون، أحد الأخطار الأخرى إثر السقوط. تكون الحوادث نادرة، ولكن يكثر حدوثها مع الصدمات وفي ألعاب الهوكي أو التزلج الزوجي.
يعد السقوط من على الجليد في الكتل المجمدة من المياه في الملاعب المفتوحة، ثاني المخاطر وأشدها. قد تحدث الوفاة نتيجة لـالصدمة أو انخفاض حرارة الجسم أو الغرق. غالبًا ما يصعب أو يستحيل على المتزلجين الخروج من المياه مرة أخرى واعتلاء الجليد نتيجة تحطم الجليد تكرارًا، أو ثقل وزن المتزلج نتيجة للزلاجات والملابس الشتوية السميكة، أو قد يصبح المتزلج مرتبكًا تحت الماء. قد لا يستطيع المتزلج العثور حتى على الفتحة التي سقط من خلالها. قد يتسبب ذلك في الغرق أو انخفاض درجة حرارة الجسم، ولكن يتسبب التبريد السريع أيضًا في فرصة إعادة الشخص مرة أخرى للحياة لمدة ساعات بعد سقوطه في المياه. وللسلامة، لا يجب على الفرد التزلج منفردًا في الظلام وكقاعدة يجلب معه المسامير ومخالب الجليد عند التزلج في البحيرات أو الأنهار. حيث تساعد المتزلج المرتبك على إحكام قبضته على الجليد عندما يكون غارقًا في المياه. بتلك الأدوات، وفي أسوأ الظروف يستطيع المتزلج سحب نفسه خارج المياه.
إرشادات عامة عن سمك الجليد للجليد الواضح المتساقط قريبًا فقط:
- 2" أو أقل - التنحي جانبًا
- 4" - الصيد في الجليد أو الأنشطة الأخرى باستخدام القدمين
- 5" - السير فوق الثلج أو المركبة
- 8" - 12" - السيارة أو الشاحنة الصغيرة
- 12" - 15" - الشاحنة المتوسطة
- 16" أو أكثر - السيارة أو الشاحنات أو سيارات النقل الثقيلة

إرشادات عامة عن سمك الجليد للجليد الواضح المتساقط قريبًا فقط:
- 2" أو أقل - التنحي جانبًا
- الثقيلة

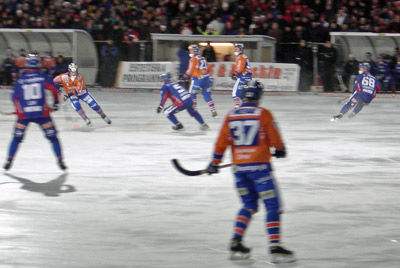
الباندي
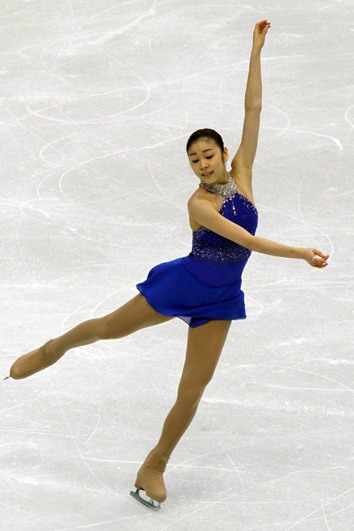
التزلج الفني على الجليد
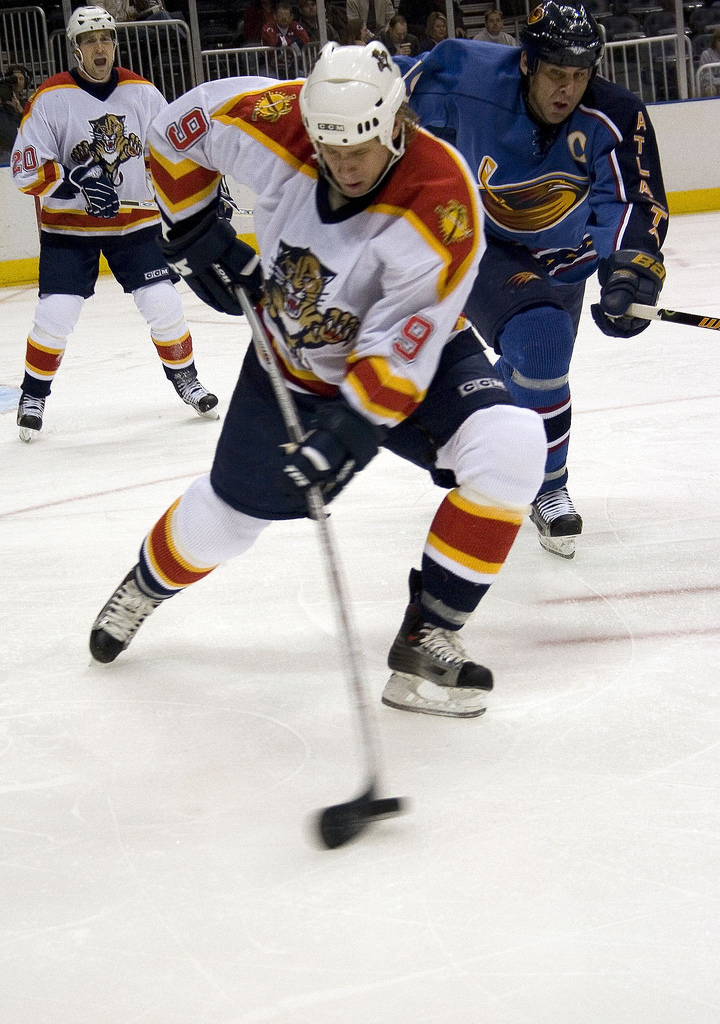
هوكي الجليد
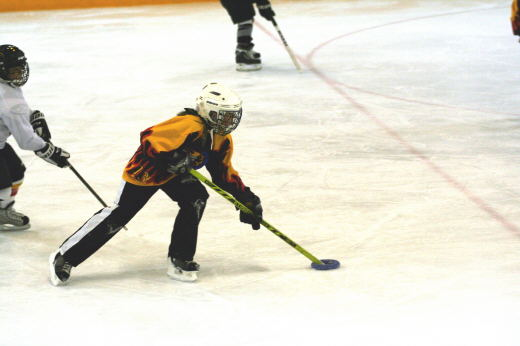
الرينجيت
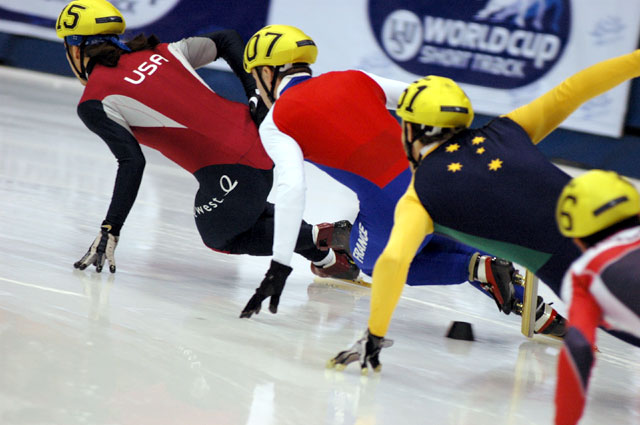
المضمار القصير
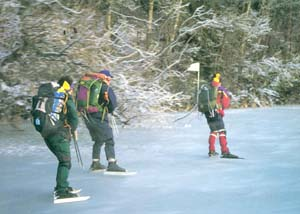
التزلج السياحي

## الألعاب الجماعية على الجليد
مجموعة من ألعاب التزلج على الجليد الترفيهي التي يمكن لعبها على الجليد.
- هوكي الجليد
- الرينجيت
- تزلج الروزيت (Rousette) هو حدث ترفيهي يقوم على التزلج على الجليد.
- ألعاب تاج بأنواعها المختلفة وبقواعدها المختلفة

## وصلات خارجية
- Ice skating على مشروع الدليل المفتوح